# Alexander H. Bullock
Pour les articles homonymes, voir Bullock.
Alexander Hamilton Bullock (2 mars 1816 - 17 janvier 1882) est un homme politique américain. Il est gouverneur du Massachusetts sous l'étiquette républicain de 1866 à 1869.